# Casse-tête de déplacements
 (novembre 2024).
Si vous disposez d'ouvrages ou d'articles de référence ou si vous connaissez des sites web de qualité traitant du thème abordé ici, merci de compléter l'article en donnant les références utiles à sa vérifiabilité et en les liant à la section « Notes et références ».
Les casse-tête de déplacements sont des jeux de réflexion qui ont un point en commun : le déplacement d'un point à un autre de l'espace. Leur résolution exige des pièces et un support, et certains l'aide d'un crayon et de papier.
Quotidiennement, les compagnies de transport (chemin de fer, avion, camionnage, automobile ou maritime) doivent affronter divers problèmes liés au déplacement efficace de personnes ou de fret d'un point déterminé à un autre.
- Les problèmes de passage de rivière ou d'aiguillage (les casse-têtes ferroviaires) dérivent de ces problèmes posés par la réalité.

- L'Âne rouge et Century : il faut sortir la plus grande des pièces.

- Rush hour : un dérivé de l'Âne rouge où l'on ne déplace des voitures qu'en marches avant et arrière[1],[2].

- Le système du « taquin » n'est pas sans évoquer le problème des embouteillages dans la circulation quotidienne aux heures de pointe dans les grandes villes.

- Le Block Dude constitue un autre exemple. Il s'agit d'un jeu simple dont le but est de faire parvenir un personnage à une porte en utilisant des caisses. La plupart du temps, le gain s'obtient par une réorganisation habile des caisses, et des mesures prophylactiques sont parfois de mise. Malgré la simplicité apparente du Block Dude, ce jeu est assez riche stratégiquement.